# Dumitru Spau
Dumitru Spau (n. 18 noiembrie 1978) este un politician român, ales în 2024 senator din partea partidului Alianța pentru Unirea Românilor (AUR). 

## Carieră politică
Legislatura I (2024–prezent)

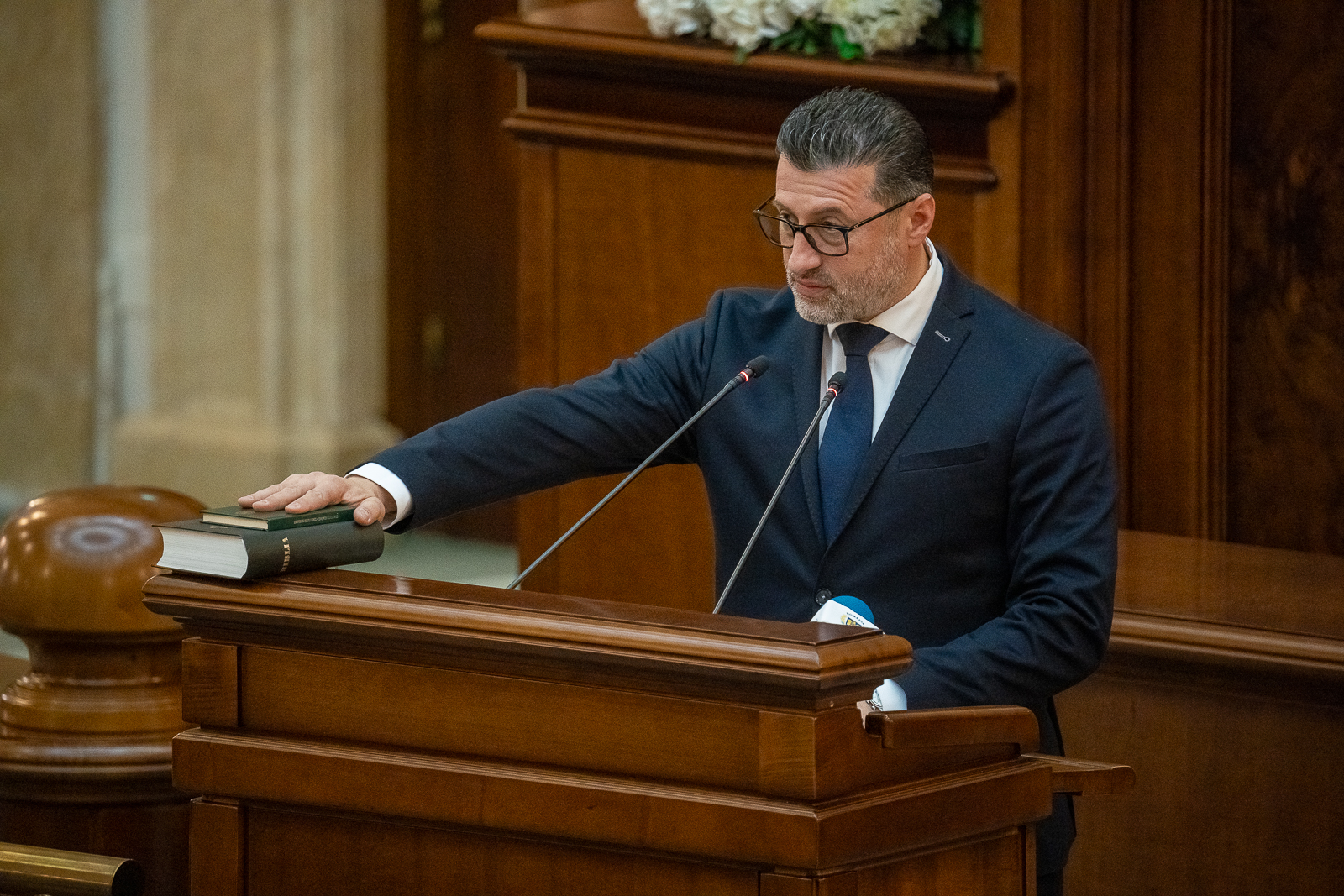
Spau depunând jurământul în Senat, 21 decembrie 2024

În urma alegerilor parlamentare din 2024 pe 1 decembrie, Spau a fost ales membru al Senatului României de în circumscripția nr. 40 Vâlcea, preluând mandatul pe 21 decembrie. Ca deputat este membru al Comisiei pentru agricultură, industrie alimentară si dezvoltare rurală. În plus, din 25 martie 2025, Spau este membru al grupurilor parlamentare de prietenie pentru Albania și Sudan.